# 제갈성렬
제갈성렬(諸葛成烈, 1970년 3월 24일~)은 대한민국의 스피드스케이팅 선수, 지도자, 해설가이다.

## 빙상인 경력
의정부고등학교와 단국대학교, 단국대학교 대학원을 졸업했다. 1992년 동계 올림픽, 1994년 동계 올림픽, 1998년 동계 올림픽의 500m·1000m에 출전했다. 1996년 동계 아시안 게임 500m에서 금메달을 차지하였고, 그 해에 스피드스케이팅에서 동계 올림픽 다음가는 권위를 자랑하는 대회인 세계 종목별 선수권 대회 1000m에서 동메달을 획득하였다. 1999년 동계 아시안 게임 500m에서 은메달을 획득한 후 은퇴하였다. 1990년대에 김윤만과 함께 대한민국의 남자 단거리 스피드스케이팅을 주도하던 선수였지만, 김윤만과 달리 올림픽 메달과는 인연을 맺지 못했다. 빙상 발전에 기여한 공로로 2001년 체육훈장 거상장을 받았다. 그 후 2002년과 2006년 동계 올림픽에서는 이규혁의 전담 코치를 맡는 등 지도자 생활을 하였고, 2010년 동계 올림픽의 SBS 해설 위원으로도 활동했으나 2010년 2월 24일 특정 종교적 발언으로 인해 그 다음 날 자진 하차했다. 2010년 7월 28일 국제심판 자격을 정식으로 취득하였다.

## 이력
- 2010년 동계 올림픽 스피드스케이팅 SBS 해설위원
- MBC, SBS 스피드스케이팅 해설위원, 평창동계올림픽 자문위원, 춘천시청 스피드스케이팅 감독, 단국대학교, 송호대학교 스피드스케이팅 강사
- 1998년 동계 올림픽 국가대표
- 1994년 동계 올림픽 국가대표
- 1992년 동계 올림픽 국가대표

## 수상
- 2001년 대한민국 체육훈장 거상장
- 1999년 강원 동계아시안게임 스피드스케이팅 500m 2위
- 1997년 세계 월드컵대회 1000m 우승
- 1997년 세계 월드컵대회 500m 우승
- 1997년 세계 월드컵대회 1000m 우승
- 1996년 코카콜라 체육대상 기록부문 최우수선수상
- 1996년 세계종별선수권대회 스피드스케이팅 1000m 3위
- 1996년 하얼빈 동계 아시안게임 스피드스케이팅 500m 우승

## 해설자 경력
2010년 동계 올림픽에서 SBS가 단독 중계하는 올림픽 해설위원이 되었다. 이 대회 방송 중계를 SBS에서 독점하면서 그는 이 대회 스피드스케이팅 종목 중계 해설도 단독으로 맡게 된 가운데, 스피드스케이팅 종목에서 대한민국 선수들의 선전이 이어지면서 그도 방송에서 큰 유명세를 탔다. 특히 독특한 해설과 입담으로 유명해졌으며, 일명 '샤우팅 해설', '타잔 해설' 등으로 불리며 눈길을 끌었으나, 엉터리 해설과 부실한 경기 해설, 괴성을 지르는 행동 등으로 인해 전문성과 경기 해설가로서의 자질이 의심스럽다는 비판도 있다. 이런 논란에 대해 제갈성렬 본인은 '빙상인으로서의 꿈이 이루어진 순간 도저히 흥분하지 않을 수 없었다'라고 해명하였다.
2010년 2월 24일 열린 남자 10,000m 스피드스케이팅 경기 중계 도중 이승훈 선수의 금메달이 확정되자 '주님이 허락하셔서 금메달을 땄다'라는 특정 종교 발언을 해 시청자들의 비난을 사기도 했었는데, 이후 제갈성렬은 '너무 기쁜 나머지 자신도 모르게 나온 말' 이라며 사과하였다. 또한, 스벤 크라머르 선수가 실격을 당했지만 그 사유를 단순히 '콘을 타 넘어서 실격'이라는 말만 되풀이 했으며 OBS(올림픽 주관 방송사)에서는 실격 사유 장면을 그 후로도 수차례 보여 주었고 타국의 취재진들 또한 왜 크라머르 선수가 실격이 되었는지에 대한 정확한 정보를 알려준 것에 반해 제갈성렬은 경기가 끝날 때까지 정확한 실격 사유를 알지 못하여 시청자와 기자들이 잘못된 정보를 가지게끔 하였다. 이러한 여러 비난으로 인해 그가 하차한 후, 남은 종목인 팀추월 경기는 김정일 아나운서가 단독으로 중계했다.

## 서훈
- 체육훈장 거상장(2000년 8월 31일)

## 출신 학교
- 서울화계초등학교
- 의정부중학교
- 의정부고등학교

## 같이 보기
- 김정일 (아나운서)